# Carditida
Carditoida
Ordre
Les Carditida (anciennement Carditoida) sont un ordre de mollusques bivalves.

## Liste des familles
Selon World Register of Marine Species (18 avril 2016) :
- super-famille des Carditoidea Férussac, 1822
  - famille des Cardiniidae Zittel, 1881 †
  - famille des Carditidae Férussac, 1822
  - famille des Condylocardiidae Bernard, 1896
- super-famille des Crassatelloidea
  - famille des Astartidae d'Orbigny, 1844 (1840)
  - famille des Crassatellidae Férussac, 1822
  - famille des Myophoricardiidae Chavan, 1969 †
- famille des Aenigmoconchidae Betekhtina, 1968 †
- famille des Archaeocardiidae Khalfin, 1940 †
- famille des Eodonidae Carter, D. C. Campbell & M. R. Campbell, 2000 †

Selon Paleobiology Database (22 octobre 2019):
- super-famille des Condylocardioidea Bernard, 1897
- super-famille des Crassatelloidea Férussac, 1822
- famille des †Archaeocardiidae Khalfin, 1940
- famille des †Eodonidae Carter et al., 2000

## Galerie

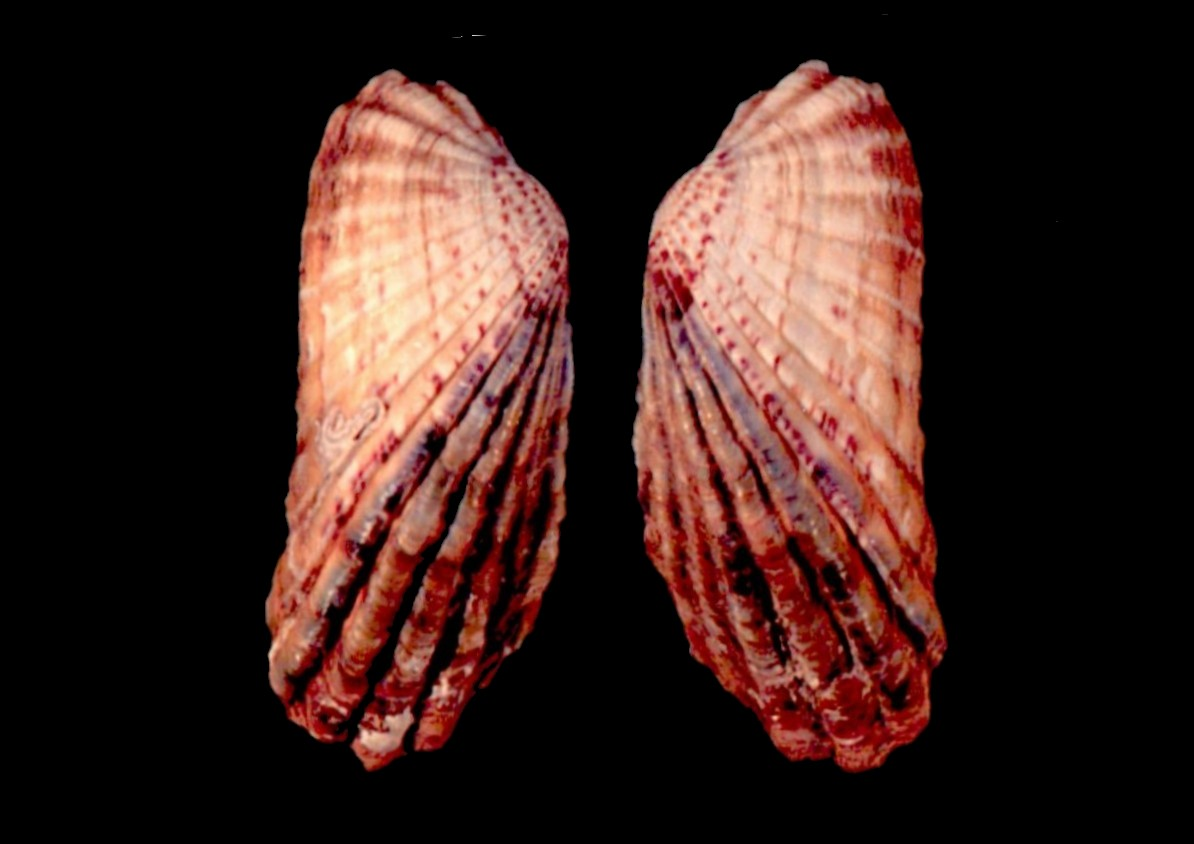
Carditamera gracilis (Carditoidea)
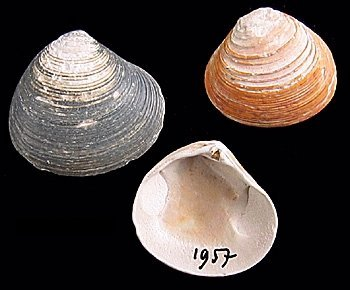
Tridonta montagui (Crassatelloidea)